# Moje življenje
Moje življenje je zbirka črtic Ivana Cankarja, ki je prvič izšla leta 1920, kasneje pa tudi v mnogih ponatisih.

## Spremna beseda
Ivan Cankar je s svojim delom prenovil našo besedno umetnost v jezikovnem, književno-umetniškem in socialno-prerodnem pogledu. Pisatelj se je rodil 10. maja 1876 na Vrhniki kot osmi izmed dvanajstih otrok v družini revnega krojača Jožeta Cankarja in njegove žene Neže. V njegovi mladosti, polni pomanjkanja, mu je dajala življenjski pogum in upanje v boljšo prihodnost  mati, ki je ena glavnih oseb v Cankarjevi knjigi Moje življenje. Njegova mati je bila sredi brezupne revščine prava junakinja samopožrtvovalnosti in osebne odpovedi v prid številne družine, kar je v tej knjigi Cankar izrazil. Poleti leta 1918 je nekaj časa živel na Bledu, proti koncu oktobra pa se je hudo poškodoval zaradi padca po stopnicah. Kot kraj njegove smrti beležimo Cukrarno v Ljubljani(umrl je na Rožniku), datum smrti pa 11. december 1918. Pokopali so ga na Ljubljanskih Žalah, kjer so pokopani tudi Josip Murn, Dragotin Kette in Oton Župančič.

## Glavne osebe
Ivan Cankar: je protagonist te zgodbe. V knjigi je prikazan kot obubožan in ubog otrok, ki je že v svojem otroštvu bil prisiljen k delu. Starejši ko je, bolj se začne osamosvajati in pričenja živeti svoje življenje.
Cankarjeva mati: Zaradi izredne ljubezni do nje, je Cankar svojo mater postavil v središče te zgodbe, vendar je v knjigi prikazana kot suženj otrok, saj je Cankar v zgodbi izrazil materino požrtvovalnost.

## Stranske osebe
Cankarjevi bratje in sestre: nastopijo v črtici Sveto obhajilo in so prikazani podobno kot Cankar. Najstarejša Cankarjeva sestra najbolj skrbi za ostale, medtem ko njihova mati išče kruh.
Jože: je eden od Cankarjevih bratov, ki je glavna oseba v črtici Mater je zatajil. Prikazan je kot občutljiv otrok, ki se sramuje mame, saj se je v črtici pred svojo materjo skril, ker je bila revno oblečena...

## Kraj in čas dogajanja
Črtice se dogajajo na dveh krajih, Vrhniki, v kateri je Cankar preživel svoje otroštvo) in Ljubljani, kamor se Cankar preseli po končanem študiju. Čas dogajanja sega od druge polovice 19. stol. do prve polovice 20. stol.

## Kratka vsebina
Moje življenje je zbirka črtic, v katerih Cankar opisuje svoja otroška leta in z veliko ljubeznijo opisuje svojo mater. V svoji mladosti je živel v veliki revščini, zato je včasih s svojo sestro kdaj ukradel kaj za pod zob in če je dobil vsaj prgišče kovancev, ga je oblila tančica veselja.

### Njena podoba
Črtica govori o Cankarjevi ljubezni do svoje matere. Govori, kako je Cankar hranil njeno sliko in jo pozneje izgubil, vendar je vedel, da slike v resnici ni potreboval, ker bo njeno podobo za vse čase nosil v svojem srcu.

### Sveto obhajilo
Ta črtica govori o hlebcu kruha, ki naj bi ga šla mati iskat za svoje otroke. Ni je bilo dolgo časa in to so ji otroci zamerili, saj so mislili, da jih je zapustila. Mati se je potem pozno ponoči vrnila s hlebcem kruha, ki ga je zelo težko izprosila od peka, saj je bila brez denarja doma pa so jo čakali lačni otroci.

### Na peči
Črtica govori o tem, kako se otroci na peči pogovarjajo o prešcah (star izraz za hlebček), ki se podarijo otrokom in beračem na dan pred praznikom vseh svetih 1. novembra, ob Božiču in Veliki noči. Nenadoma je v izbo vstopila mati in razblinila praznično vzdušje med otroki ter vrnila njihove sanje v realnost.

### Desetica
S to črtico je Cankar opisal svojo revščino. Dogaja se med Cankarjevim obiskovanjem realke v Ljubljani. Dež na ulici in vonj v sobi ga je spominjala na vse težave in revščino v njegovem življenju.
Objavljeno: avgust 1912. Med pisanjem črtice Desetica je Cankar živel v Gradišču, v prvem nadstropju hiše, kjer je zdaj gostilna Koper.

### Mater je zatajil
Cankar v tej črtici opisuje, kako je mati prinesla sinu Jožetu obleko in denar v šolo, vendar se je je on sramoval, ker je bila zelo revno oblečena, zato se je skril pred njo med gručo ostalih učencev. Ona vsa zaskrbljena pride k Jožetu v sobo, ko ugotovi, da je bil Jože skoraj ves čas doma in da je z njim vse v redu. Jožetu je bilo zelo žal, ker je zatajil lastno mater in zato v sebi nosi neizmerno bolečino.

### Večerna molitev
V tej črtici Cankarjeva mati umre. Bila je na smrt bolna, zato je umrla in pisatelj je začel dvomiti v obstoj vere in Boga.

### Tuja učenost
Črtica govori o tem, kako v šoli ne dopuščajo, da ima vsak svoje mnenje. Cankar je nekega večera prišel domov z velikim kupom nemških knjig. Ponoči, ko je Cankar spal, je mati prebirala knjige, a nič ni razumela. Cankar se je zbudil ter ji pričel brati. Ko je končal, mu je mati rekla, da ga je ta tuja učenost pokvarila.

### Skodelica kave
V njej govori o krivicah, ki jih je kdaj koli storil drugim ljudem in so ga bolele, zato jih je obžaloval vse življenje. Ena od teh krivic, ki jo je neizmerno obžaloval, je tudi krivica, ki jo je storil svoji materi, ko si je zaželel skodelice kave, čeprav je vedel, da še kruha ni bilo dovolj pri hiši, ko pa mu je mati prinesla kavo, jo je zlobno zavrnil.

### V tujini
Črtica govori o tem, kako se je Cankar sprehajal po Dunaju nekega sivega dne in razmišljal o sebi in o dogodkih, ki jih je doživel. Vse kar je videl, mu je predstavljalo revščino. Močno si je želel hrane in denarja.

### Naš laz
Ta črtica govori o lazu (s travo porasel nekdaj izkrčen svet v gozdu ali ob njem, navadno z njivo), v katerem je Cankarjeva družina gojila zelenjavo. Do laza so čutili posebno ljubezen in so ga skrbno negovali.

### Njen grob
Črtica pripoveduje kako je Cankar šel na materin pogreb. Teden po pogrebu je zapustil svojo domovino odšel je v tujino in se po petih letih vrnil domov. Ker ni našel materinega groba je povsod spraševal po njem, a zaman. Kasneje se je vrnil domov in slišal materin glas, ki ga je odpeljal do groba. Tam sta skupaj molila. Ko pa je šel s pokopališča se je vrnil nazaj v domovino.